# Germignon et ses évolutions
Germignon (チコリータ, Chikorīta, dans les versions originales en japonais) et ses évolutions Macronium (ベイリーフ, Beirīfu) et Meganium (メガニウム, Meganium)  sont trois espèces de Pokémon.

## Création

### Étymologie
Le nom de Germignon est issu des mots « germe » et « mignon ». Le nom français de Macronium est issu des mots « macro » et « géranium ». Le nom français de Méganium est issu des mots « méga » et « géranium ».

## Description

### Germignon
La feuille sur sa tête émane un parfum qui, s'il est diffusé dans l'air, calme les pulsions agressives. Elle lui permet aussi de détecter les endroits chauds. Il évolue en Macronium au niveau 16.
Il est le Pokémon de départ de type plante de la deuxième génération (Pokémon Or, Argent et Cristal), de leurs remakes (Version Or HeartGold et Version Argent SoulSilver) ainsi que du jeu Légendes Pokémon : Z-A.

### Macronium
Macronium est l'évolution de Germignon et évolue en Méganium au niveau 32. Son collier de graines est devenu collier de feuilles en évoluant. Contrairement à Germignon, Macronium dégage des senteurs épicées aux vertus excitantes et rendant toniques, pouvant donner envie de se battre. La feuille sur sa tête est très tranchante.

### Méganium
Méganium est l'évolution de Macronium. Son collier a fleuri et il peut émettre des senteurs calmantes, utiles en combat pour attendrir l'adversaire. Son souffle peut régénérer les plantes fanées ou malades.

## Apparitions

### Jeux vidéo
Germignon, Macronium et Méganium apparaissent dans la série de jeux vidéo Pokémon. D'abord en japonais, puis traduits en plusieurs autres langues, ces jeux ont été vendus à près de 200 millions d'exemplaires à travers le monde.

### Série télévisée et films
La série télévisée Pokémon ainsi que les films sont des aventures séparées de la plupart des autres versions de Pokémon et mettent en scène Sacha en tant que personnage principal. Sacha et ses compagnons voyagent à travers le monde Pokémon en combattant d'autres dresseurs Pokémon.